# Umberto Zanolini
Umberto Zanolini (Brescia, Llombardia, 31 de març de 1887 – 12 de febrer de 1972) va ser un gimnasta artístic italià, que va competir a començament del segle xx.
El 1912 va prendre part en els Jocs Olímpics d'Estocolm, on va guanyar la medalla d'or en la prova del concurs complet per equips del programa de gimnàstica.